# Roman Stewart
Roman Stewart, también conocido como Romeo Stewart (Kingston, 11 de mayo de 1957 – Nueva York, 25 de enero de 2004), fue un cantante jamaicano de reggae. Stewart ganó el Festival de la Canción en 1975.

## Biografía
Roman fue el hermano menor de Tinga Stewart.
Grabó su primer sencillo, Walking Down The Street, en 1968. Grabó más sencillos en la década de 1970 para los productores de Derrick Harriott (Changing Times) y Glen Brown (Never Too Young).
En 1975 ganó el Festival de la Canción con «Hooray Festival», escrito por Tinga y Willie Lindo; este éxito lleva a los hermanos inicialmente a ser etiquetados como «cantantes del festival».
Tuvo un gran éxito en Jamaica en 1976 con Hit Song (también conocido como Natty Sings Hit Songs), sobre el deseo de tener un disco de éxito con el fin de escapar de la pobreza, el mismo año en que se trasladó a Nueva York. Continuó visitando Jamaica, y se fue a trabajar con Phil Pratt y Linval Thompson. Tuvo otro gran éxito en 1979 con Rice and Peas.
Roman grabó dos álbumes de duetos con su hermano Tinga, Brother To Brother y Break Down The Barrier, y lanzó un álbum en solitario, Wisdom Of Solomon, producido por Gussie P en 2001 y que incluía regrabaciones de algunos de sus éxitos anteriores, como «Peace in the City» y «Rice and Peas».
El 24 de enero de 2004, Stewart asistió a un concierto de su amigo de mucho tiempo, Freddie McGregor, en Brooklyn, en una fiesta por la noche. Después de dos canciones debió interrumpir su actuación, quejándose de dolores en el pecho: murió de un paro cardíaco al día siguiente, en el Long Island Jewish Hospital de New Hyde Park.

## Discografía
- Running Away From Love (1979) Island In The Sun
- How Can I Love Someone (1979)
- Ruling and Controlling (1987)
- Diplomat (1991) reissued on Continually (2000) TP (Errol Dunkley y Roman Stewart)
- Brother to Brother con Tinga Stewart
- Break Down the Barrier con Tinga Stewart
- Wisdom of Solomon (2001) Gussie P